# Théorème de Puiseux
Pour les articles homonymes, voir Puiseux.
Le théorème de Puiseux donne une description des solutions des équations polynomiales dont les coefficients sont des séries formelles de Laurent à coefficients dans un corps algébriquement clos de caractéristique zéro. Une variante du théorème de Puiseux décrit les racines des équations polynomiales dont les coefficients sont des fonctions méromorphes.
Jean le Rond D'Alembert l'accepte comme un théorème et l'utilise comme tel dans sa démonstration du théorème de d'Alembert-Gauss.

## Énoncé
Soit K un corps algébriquement clos de caractéristique zéro. Alors le corps K⟪X⟫ des séries de Puiseux est une clôture algébrique du sous-corps K((X)) des séries de Laurent.
On peut montrer que chacune des deux hypothèses faites sur K est nécessaire.[réf. souhaitée]

## Démonstration
Remarquons d'abord que K⟪X⟫ est une extension algébrique de K((X)). En effet, une série de Puiseux de la forme
{\displaystyle \sum _{i=k}^{\infty }a_{i}X^{i/n}}
(avec k entier relatif et ai ∈ K) appartient à l'extension finie K((X))[X1/n] (de degré n).
Soit Ω une clôture algébrique de K⟪X⟫ donc de K((X)), montrons que K⟪X⟫ est égal à Ω tout entier. Dans Ω, soient L une extension de degré n de K((X)) et B la fermeture intégrale dans L de K[[X]]. Montrons que B ⊂ K[[X1/n]], ce qui prouvera que L ⊂ K((X1/n)) ⊂ K⟪X⟫ et conclura.
L'anneau B est local, son idéal maximal étant constitué des éléments dont la norme relative (dans K[[X]]) est divisible par X. Comme de plus B est de Dedekind, c'est un anneau de valuation discrète.
Soit Y une uniformisante pour B. Il existe un inversible u tel que X = uYn. Puisque K est algébriquement clos, le corps résiduel B/(Y) (extension finie de K) lui est égal et contient une racine n-ième de u mod Y. Or B est complet pour la topologie Y-adique, parce qu'il l'est pour la topologie X-adique (du fait que K[[X]] l'est (en)) et que ces deux topologies sur B coïncident. On peut donc appliquer le lemme de Hensel : cette racine mod Y se relève en une racine n-ième, v, de u dans B. L'uniformisante Z := vY est alors une racine n-ième de X donc produit de X1/n par un élément non nul de K.
Tout élément de B s'écrit alors (par approximations successives) comme une série formelle en X1/n à coefficients dans K, comme annoncé.